# Der Ochsenkrieg (Roman)
Der Ochsenkrieg – Roman aus dem 15. Jahrhundert ist ein 1914 erschienener historischer Roman von Ludwig Ganghofer.

## Handlung des Romans
Der Peter Rosegger in Verehrung gewidmete Roman spielt im Berchtesgadener Land und erzählt die Geschichte des Ramsauer Bauern Runotter und seiner Tochter Jula im Konflikt zwischen dem Kloster Berchtesgaden und den Ramsauer Bauern.
Die schwangere Frau des Bauern Runotter wird von dem Chorherrn Aschacher vergewaltigt und stirbt nach der Geburt eines Krüppels. Trotzdem hält Runotter dem Kloster die Treue. Durch die Verbohrtheit des klösterlichen Amtsmanns Someier kommt es zum Konflikt zwischen dem Kloster Berchtesgaden und den Ramsauern, während Lampert, Sohn des Amtmanns, und Jula Runotter ihre Zuneigung zueinander entdecken. Der Streit entzündet sich an der Frage des Weiderechtes von 17 Kühen Runotters, die auf der Hängmoos weiden. Nach Meinung des starrköpfigen Amtmanns Someier haben auf dieser Alm nur Ochsen und Kälber etwas zu suchen. Als Runotters Sennhütte niedergebrannt, ihr taubstummer, verkrüppelter Bruder umgebracht und Jula misshandelt wird, kommt es zu einem Aufstand der Bauern. Der Streit zieht immer weitere Kreise, bis er zu einem regelrechten Krieg wird. In diesem wegen einer Nichtigkeit entstandenen Krieg bleibt allen Beteiligten nur das Mitmachen auf der ihnen vom Schicksal zugewiesenen Seite. Runotter kämpft mit seiner als Mann verkleideten Tochter Jula und dem Landsknecht Malimmes gegen das Kloster, auf dessen Seite der von Jula geliebte Sohn des Amtmanns steht. Bei der entscheidenden Schlacht kann sich Runotter an Aschacher rächen, gleichzeitig rettet er aber dem Stiftspropst und Reichsprälaten Pienzenauer unerkannt das Leben und stirbt. Der Krieg wird beendet und Jula heiratet den Sohn des Amtmanns. Der Roman findet zwar ein gutes Ende, in Deutschland herrscht aber das Chaos.

## Historischer Hintergrund
Ganghofers Roman nutzt einen historischen Konflikt als Hintergrund: den Ochsenkrieg 1421–1422, einer militärischen Auseinandersetzung zwischen der Grafschaft Haag unter Georg III. und dem Herzogtum Bayern-Landshut unter Heinrich XVI. in den Jahren 1421 bis 1422. Graf Georg III. aus dem Geschlecht der Fraunberger versuchte mit dem Krieg gegen Heinrich die Macht seiner Grafschaft Haag auszubauen. Trotz überraschender militärischer Siege gegen den niederbayerischen Herzog brachte ihm dieser Krieg letztlich nichts ein.
Das Klosterstift Berchtesgaden mit seinem damaligen Stiftspropst und Reichsprälaten Peter Pienzenauer dürfte jedoch in Wahrheit von diesem Konflikt nicht direkt betroffen gewesen sein wie auch der Ochsenkrieg im Oktober 1611 zwischen dem Erzbistum Salzburg und dem Herzogtum Bayern zwar dann immerhin das Salzvorkommen der Fürstpropstei Berchtesgaden zum Auslöser hatte, keinesfalls aber die im Roman angeführten Gründe.

## Verfilmungen
Der Roman wurde mehrfach verfilmt:
- Der Ochsenkrieg (1920), Regie: Franz Osten
- Der Ochsenkrieg (1943), Regie: Hans Deppe
- Der Ochsenkrieg (1987), Regie: Sigi Rothemund